# 纒向石塚古墳
纒向石塚古墳（まきむくいしづかこふん）は奈良県桜井市にある纒向古墳群に属する古墳。纏向遺跡内では最古の古墳の可能性がある。また、前方後円墳成立期の古墳として注目されている。
2006年1月26日、纒向古墳群の1つとして国の史跡に指定された。

## 概要

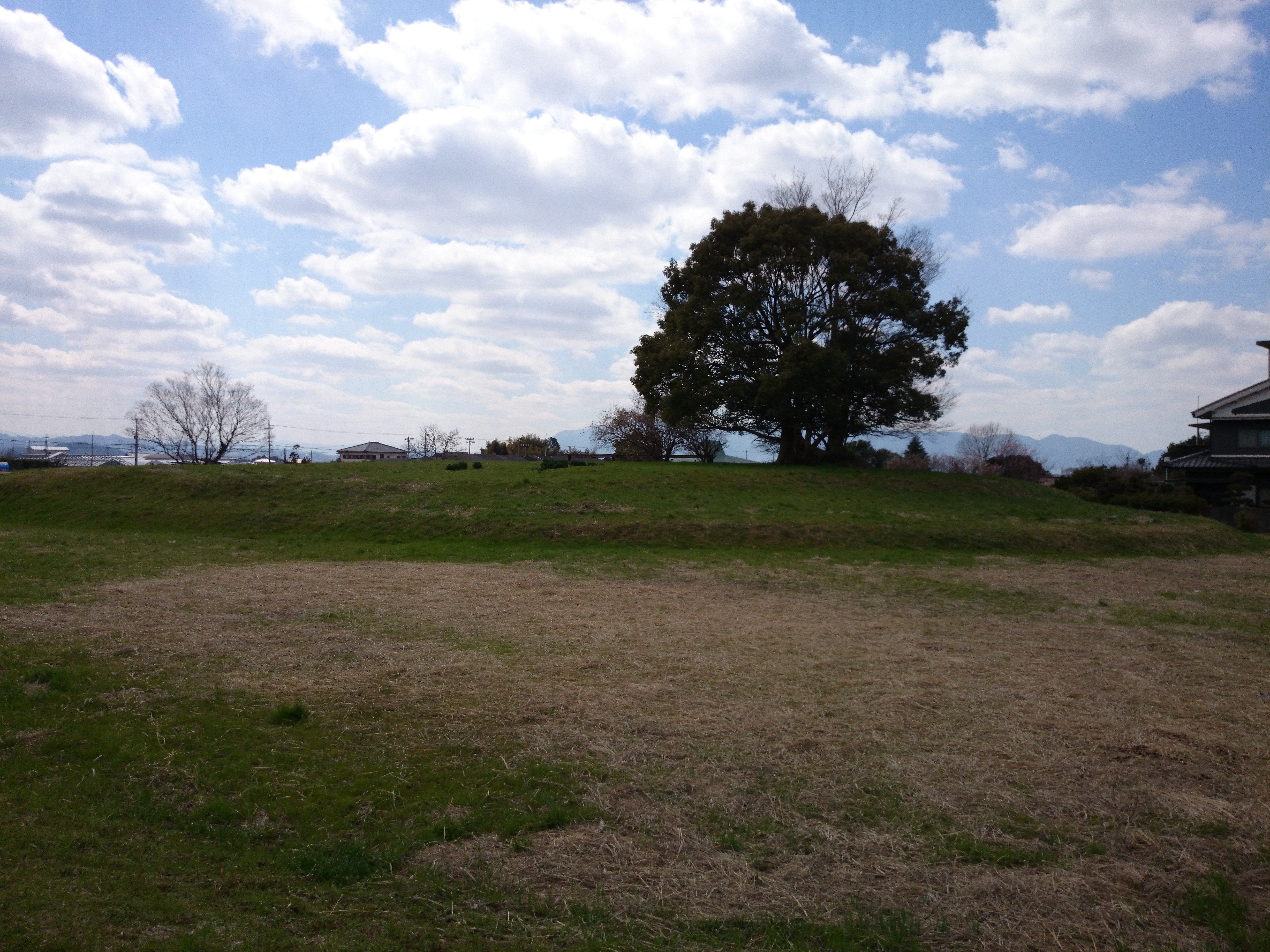
纏向石塚古墳

奈良県桜井市太田字石塚に位置する纒向型前方後円墳丘墓で、規模は全長96メートル、後円部径64メートル、後円部の主丘部の東西59メートル、南北45メートル、前方部の長さ約32メートル、幅約34メートル。くびれ部の幅15-16メートル。周濠幅約20メートルである。後円部は不整形円形で、前方部は三味線の撥状に開いている。葺石および埴輪は用いられていない。墳頂部は太平洋戦争末期に削平され、そこに高射砲か対空機銃の砲台の基礎部分の跡が検出された。その際、埋葬施設の検出や遺物の出土がなかったことから、後円部の埋葬ではないか、あるいは削平のおよばない深淵部に埋葬施設があるものと考えられる。

## 出土遺物
周濠より弥生時代末期から古墳時代初頭の土器が出土している。その他、弧紋円盤（こもんえんばん、山陽地方で盛んに出土される祭祀用遺物）、朱塗の鶏形木製品、木製鋤・鍬、横槌、水槽、建築部材などの木製品、土師器（纒向I式期）が出土した。

## 築造年代
築造時期は古墳時代前期初頭と推定される。当初、3世紀（庄内0式期、西側周濠の出土土器による）とされたほか、主に4世紀前半（庄内1式期、盛土内出土土器による）、または中頃（庄内3式期、導水溝出土土器による）で埋葬は３世紀後半（布留0式期）とする説がある。
年輪年代測定の測定によれば、纒向石塚古墳の周濠の最下層から出土したヒノキの板材の残存最外年輪の暦年は紀元177年との測定結果が出ているとする。これについて年輪年代学者の光谷拓実は、残存の辺材部の平均年代幅をもとに推計し、「その伐採年はどうみても200年を下ることはない」とし、古墳の周濠を3世紀第4四半世紀に造営されたものと主張しているが、放射性炭素年代測定法には古木効果や海洋効果等により大きな誤差があることが認められているので年代校正については確定的では無い。

## 被葬者
被葬者については歴史記録・伝承など一切なく不明である。
しかし、上述の推定築造年代が史書に伝わる倭国大乱の勃発時期（後漢の光和年間、紀元178~184年頃）の直前にあたる点を踏まえ、『魏志倭人伝』にて言及された倭国大乱の前に70年余り在位したとされる男王との関連を疑う声もあるが、根拠薄弱であり学説としての信憑性が疑わしい。